# Quinta Internacional

Logo da Quinta Internacional

A expressão Quinta Internacional se refere aos esforços de vários grupos  socialistas de diversos países do mundo, sobretudo nos anos que se seguiram ao colapso da URSS, para criar uma nova associação internacional de trabalhadores.

## Internacionais precedentes
1. Primeira Internacional, conhecida como Associação Internacional dos Trabalhadores, fundada em Londres, em 1864, e dissolvida em 1876.
2. Segunda Internacional, fundada em 1889, após a expulsão dos anarquistas da Primeira Internacional e a sua subsequente dissolução, em 1916.
3. Terceira Internacional, conhecida como Internacional Comunista ou Comintern, fundada por Lenin em 1919, depois do fracasso da Segunda Internacional, e dissolvida por Stalin durante a Segunda Guerra Mundial, em 1943.
4. Quarta Internacional, fundada em 1938, por Leon Trotsky, em oposição ao stalinismo. Trotsky considerou a Comintern irrecuperável, depois ter sido corrompida sob o controle da elite burocrática stalinista da União Soviética. A Quarta Internacional foi desarticulada em 1953, embora várias tentativas de reagrupamento tenham sido realizadas e vários grupos se proclamem, ainda hoje,  herdeiros do legado trotskista.

## Defensores da Quinta Internacional
Em novembro de 1938, apenas dois meses depois do congresso de fundação da Quarta Internacional, sete membros do Partido Operário de Unificação Marxista espanhol (POUM) processados em Barcelona declararam seu apoio à  "luta por uma Quinta Internacional". O trotskista argentino  Liborio Justo, mais conhecido como "Quebracho ", defendeu uma Quinta Internacional, ao romper com o  Trotskismo, em 1941.
Outro apelo por uma Quinta Internacional foi feito por Lyndon LaRouche, depois ter deixado a Liga Spartacus, em 1965. Mais tarde, uma quinta internacional comunista foi fundada em 1994 pela "Liga comunista", uma pequena organização trotskista da Grã-Bretanha, mais conhecida como "Movimento por um futuro socialista", que se desligou do partido marxista em 1990.